# 2013 en Algérie
Chronologie de l’Algérie
- 2009
- 2010
- 2011
- 2012
- 2013
- 2014
- 2015
- 2016
- 2017

Cet article présente les faits marquants de l'année 2013 en Algérie ou relatifs à l'Algérie; datation selon le calendrier grégorien.

## Événements
- 16 janvier : prise d'otages à In Amenas en Algérie par Mokhtar Belmokhtar.
- 14 mai : opération d'Ahnif : opération anti-terroriste menée en Algérie à l'encontre de membres de AQMI. Après un mois de préparations, l'armée nationale populaire lance une offensive sur les hauteurs d'Ahnif[1].
- 14 juin : combat de Timiaouine, épisode lié à la crise du Sahel et à la guerre du Mali. Un groupe du combattants du MUJAO est détruit alors qu'il tente de pénétrer en Algérie.
- juillet 2013 : combat de Tin Zaouatine. Offensive anti-terroriste algérienne pendant la guerre du Mali : un groupe de combattants d'AQMI est détruit à Tin Zaouatine, une commune située sur la frontière entre le Mali et l'Algérie, alors qu'il tente de traverser la frontière.
- 14 et 15 août : combat de Bordj Badji Mokhtar et d'In Farah. Conflit commercial[2] qui fait suite à la guerre du Mali. Les affrontements opposent des Touaregs de la tribu des Idnanes à des Arabes de la tribu des Barabiches en lien respectivement avec le MNLA et le MAA, bien que le commandement des deux mouvements rebelles aient officiellement condamné les violences.

## Sports

### Basket-ball
- Championnat d'Algérie de basket-ball 2012-2013
- Championnat d'Algérie de basket-ball 2014-2015
- Coupe d'Algérie de basket-ball 2012-2013
- Coupe d'Algérie de basket-ball 2013-2014

### Cyclisme
- Tour d'Algérie 2013
- Tour de Blida 2013

### Football
- Équipe d'Algérie de football en 2013
- Championnat d'Algérie de football 2012-2013
- Championnat d'Algérie de football 2013-2014
- Championnat d'Algérie de football de deuxième division 2012-2013
- Championnat d'Algérie de football de deuxième division 2013-2014
- Championnat d'Algérie de football de troisième division 2012-2013
- Championnat d'Algérie de football de troisième division 2013-2014
- Coupe d'Algérie de football 2012-2013
- Coupe d'Algérie de football 2013-2014
- Saison 2012-2013 de l'USM Alger
- Saison 2013-2014 de l'USM Alger

### Volley-ball
- Équipe d'Algérie féminine de volley-ball en 2013

## Culture

### Cinéma
- Jours de cendre, film algérien sorti en 2013[3]. Écrit et réalisé par Amar Sifodil, ce film met en vedette Youcef Sehairi, Lamia Boussekine et Samir El Hakim. Il participe au Festival international du film arabe d'Oran[4].
- Les Terrasses (en arabe: ﺍﻟﺳﻃﻭﺡ), film dramatique franco-algérien réalisé par Merzak Allouache et sorti en 2013.
- Yema, film algérien réalisé par Djamila Sahraoui, sorti en 2013[5],[6].

## Naissances en 2013
- Naissance en Algérie en 2013

## Décès en 2013
- Décès en Algérie en 2013